# Josef Fiedler (Komponist)
Josef Fiedler (* 9. April 1898 in Wien; † 16. März 1970 ebenda) war ein österreichischer Komponist, Kapellmeister und Pianist.

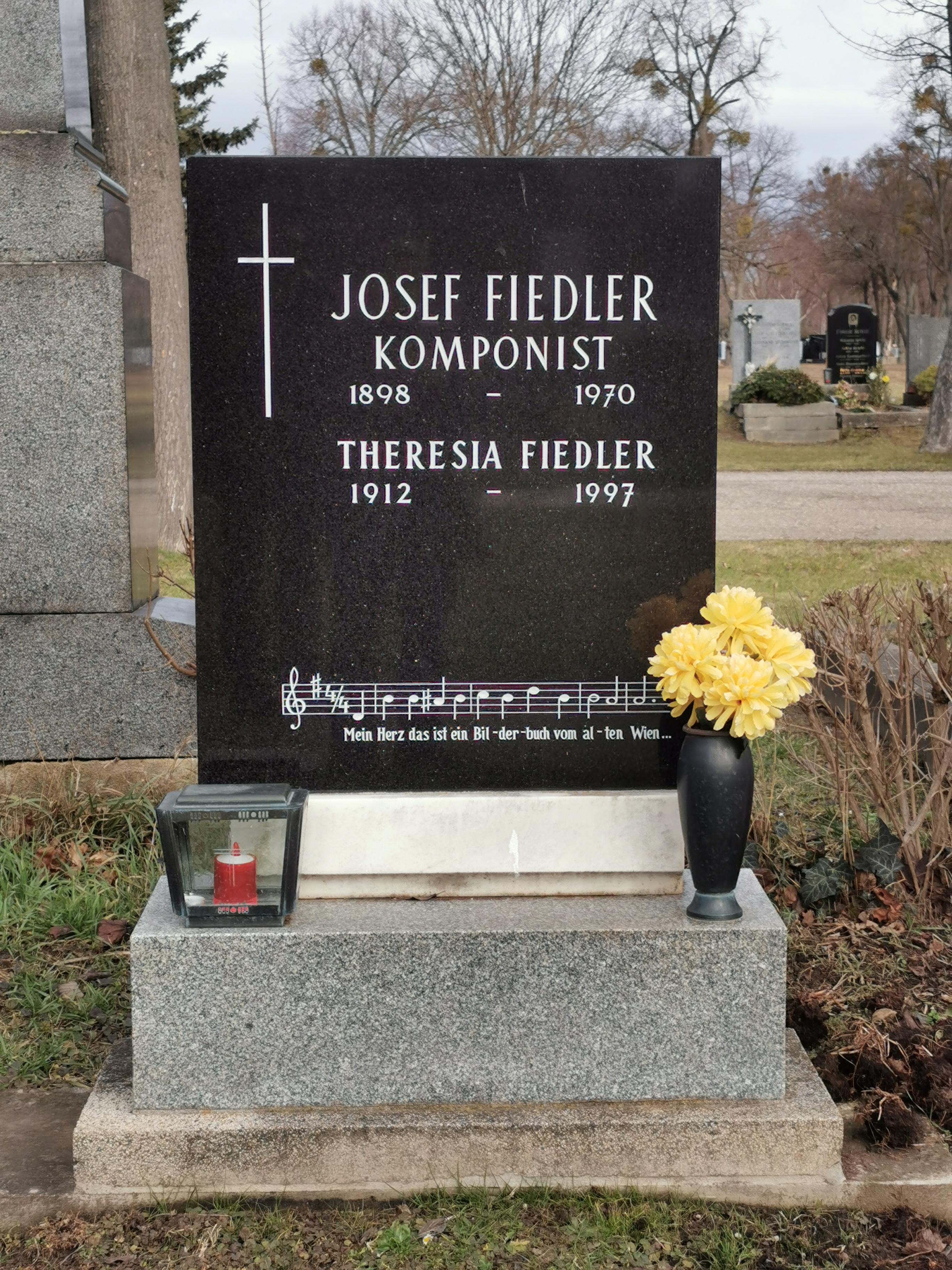
Grabstätte

## Leben und Wirken
Josef Fiedler bekam ab dem Alter von sechs Jahren Klavierunterricht. Mit dem Saxofonisten und Klarinettisten Heinrich Blaser gründete er 1923 die Sonora-Band, die bald zu einem gefragten Wiener Ensemble mit Jazzmusik wurde und im In- und Ausland Auftritte verbuchte. Während und nach dem Zweiten Weltkrieg komponierte Fiedler zahlreiche Wienerlieder, meist zusammen mit dem Textdichter Josef Petrak, interpretiert vor allem von Hansl Schmid. Ab 1953 trat Fiedler regelmäßig als dessen Pianist in dessen Konzertcafé Schmid Hansl in der Schulgasse im 18. Bezirk auf. Weiters trat er in verschiedenen Wiener Etablissements als Alleinunterhalter auf.
Fiedlers Werk umfasst etwa 450 Wienerlieder, Tanzmusik und Bühnenmusik.
Seine Grabstätte befindet sich im Ehrenhain des Wiener Zentralfriedhofs.

## Auszeichnungen
- Goldenes Verdienstzeichen der Stadt Wien
- Goldener Rathausmann
- Goldener Wiener
- Ehrenplakette der Vereinigung Das Wiener Lied
- Hut vom lieben Augustin

## Lieder (Auswahl)
- Mein Herz, das ist ein Bilderbuch vom alten Wien
- Wie Böhmen noch bei Öst’reich war
- Das Reserl von Wien
- Die Frau Sacher
- Ein kleines Schwipserl aus Gumpoldskirchen
- I hab a Stückerl altes Wien entdeckt
- Wiener Gschichterl
- Der alte Herr
- In Wien da wird alles mit der Musi kuriert
- Es is a oide Gschicht, a Herz so leicht zerbricht
- Wie i so alt war wie du
- Wie der Radetzky noch a G´freiter war
- Die Frau Schratt
- Schmeichelkatzerl
- Wenn du an Wien denkst, dann denk auch an mich
- Das letzte Lied